# Savosa
Savosa (in dialetto ticinese Savùsa) è un comune svizzero di 2 212 abitanti del Canton Ticino, nel distretto di Lugano.

## Geografia fisica
Savosa è situato a settentrione di Lugano.

## Storia
Nel 1804 ha inglobato il comune soppresso di Rovello, tranne una parte assegnata a Massagno.

## Monumenti e luoghi d'interesse
- Chiesa parrocchiale della Beata Vergine Annunciata, attestata dal 1578[1].

## Società

### Evoluzione demografica
L'evoluzione demografica è riportata nella seguente tabella:
Abitanti censiti

## Amministrazione
Ogni famiglia originaria del luogo fa parte del cosiddetto comune patriziale e ha la responsabilità della manutenzione di ogni bene ricadente all'interno dei confini del comune.